# Municipio de Villa de Tezontepec
El municipio de Villa de Tezontepec es uno de los ochenta y cuatro municipios que conforman el estado de Hidalgo en México. La cabecera municipal y localidad más poblada es Tezontepec.
El municipio se localiza al sur del territorio hidalguense entre los paralelos 19°51′ y 19°59′ de latitud norte; los meridianos 98°44′ y 98°53′ de longitud oeste; con una altitud entre 2400 y 2900 m s. n. m. Este municipio cuenta con una superficie de 90.70 km², y representa el 0.44 % de la superficie del estado; dentro de la región geográfica denominada como Cuenca de México.
Colinda al norte con los municipios de Zapotlán de Juárez y Zempoala; al este con el municipio de Zempoala y el estado de México; al sur con el estado de México; al oeste con el estado de México y los municipios de Tolcayuca y Zapotlán de Juárez.

## Toponimia
La palabra Tezontepec proviene del náhuatl Tezontl ‘tezontle’, tepetl ‘cerro’ y co ‘lugar’; por lo que su significado es «En el cerro de tezontle». En 1912 el Congreso de Hidalgo decidió por unanimidad elevar a Tezontepec a la categoría de Villa; adquiriendo el nombre de Villa de Tezontepec.

## Geografía

### Relieve e hidrográfica

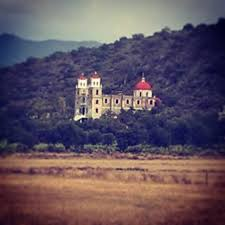
Panorámica del Santuario a la Virgen de San Juan de los Lagos en el municipio.

En cuanto a fisiografía se encuentra dentro de la provincia del Eje Neovolcánico; dentro de la subprovincia de Lagos y Volcanes de Anáhuac. Su territorio es llanura (49.0 %), sierra (32.0 %) y lomerío (19.0 %).  También se localiza en el municipio el cerro de Tezontle.
En cuanto a su geología corresponde al periodo cuaternario (63.6 %) y neógeno (32.0 %). Con rocas tipo ígnea extrusiva: basalto (9.0%), andesita (3.0%), toba básica (2.0%) y brecha volcánica básica (1.0%); sedimentaria: conglomerado (20.0%); suelos: aluvial (60.6%. En cuanto a cuanto a edafología el suelo dominante es phaeozem (63.6%), cambisol (17.0%), leptosol (12.0%) y regosol (3.0%).
En lo que respecta a la hidrología se encuentra posicionado en la región hidrológica del Pánuco (3.0%); en las cuencas del río Moctezuma; dentro de las subcuenca del río Tezontepec. Al municipio lo conforma un lago y un jagüey.

### Clima
El municipio en toda su extensión presenta una diversidad de climas; Semiseco templado (100.0%). El clima que se manifiesta en el municipio es templado, registra una temperatura media anual de 14.5 °C., una precipitación pluvial de 508 milímetros por año y el período de lluvias es de abril a agosto.

### Ecología
La flora en el municipio se compone por maguey, las yucas, el cardón, el nopal y en algunos casos hay árboles de pirul. La fauna perteneciente a esta región está compuesta por coyotes, conejos, zorrillos, tuzas y topos. También se encuentran varios tipos de reptiles, insectos y una gran variedad de arácnidos.

## Demografía

### Población
De acuerdo a los resultados que presentó el Censo Población y Vivienda 2020 del INEGI, el municipio cuenta con un total de 13 032 habitantes, siendo 6326 hombres y 6706 mujeres. Tiene una densidad de 143.6 hab/km², la mitad de la población tiene 28 años o menos, existen 94 hombres por cada 100 mujeres.
El porcentaje de población que habla lengua indígena es de 0.38 %, el porcentaje de población que se considera afromexicana o afrodescendiente es de 0.67 %. Tiene una Tasa de alfabetización de 99.3 % en la población de 15 a 24 años, de 96.1 % en la población de 25 años y más. El porcentaje de población según nivel de escolaridad, es de 3.2 % sin escolaridad, el 61.1 % con educación básica, el 23.7 % con educación media superior, el 11.8 % con educación superior, y 0.2 % no especificado.
El porcentaje de población afiliada a servicios de salud es de 55.6 %. El 24.7 % se encuentra afiliada al IMSS, el 66.6 % al INSABI, el 6.7 % al ISSSTE, 0.5 % IMSS Bienestar, 0.9 % a las dependencias de salud de PEMEX, Defensa o Marina, 0.7 % a una institución privada, y el 0.7 % a otra institución. El porcentaje de población con alguna discapacidad es de 5.0 %. El porcentaje de población según situación conyugal, el 30.7 % se encuentra casada, el 32.0 % soltera, el 24.7 % en unión libre, el 6.9 % separada, el 1.3 % divorciada, el 4.3 % viuda.
Para 2020, el total de viviendas particulares habitadas es de 3444 viviendas, representa el 0.4 % del total estatal. Con un promedio de ocupantes por vivienda 3.6 personas. Predominan las viviendas con tabique y block. En el municipio para el año 2020, el servicio de energía eléctrica abarca una cobertura del 99.7 %; el servicio de agua entubada un 68.5 %; el servicio de drenaje cubre un 98.9 %; y el servicio sanitario un 98.8 %.

### Localidades

Localidad de Tezontepec.

Para el año 2020, de acuerdo al Catálogo de Localidades, el municipio cuenta con 13 localidades.
| Código INEGI | Localidad             | Población (2020) | Porcentaje (%) | Ámbito Población | Categoría Población |
| ------------ | --------------------- | ---------------- | -------------- | ---------------- | ------------------- |
| 130660001    | Tezontepec            | 6213             | 47.67          | Urbana           | Cabecera municipal  |
| 130660008    | Benito Juárez         | 2755             | 21.14          | Urbana           | Comunidad           |
| 130660018    | Guadalupe             | 1487             | 11.41          | Rural            | Comunidad           |
| 130660031    | Morelos               | 1330             | 10.21          | Rural            | Comunidad           |
| 130660003    | La Cantera            | 372              | 2.85           | Rural            | Ranchería           |
| 130660005    | Chamberluco           | 285              | 2.19           | Rural            | Ranchería           |
| 130660013    | Tlexpa                | 174              | 1.34           | Rural            | Ranchería           |
| 130660004    | El Capulín            | 149              | 1.14           | Rural            | Ranchería           |
| 130660011    | El Tejocote           | 130              | 1.00           | Rural            | Ranchería           |
| 130660002    | Acozac                | 126              | 0.97           | Rural            | Ranchería           |
| 130660010    | San Valentín [Rancho] | 6                | 0.05           | Rural            | Ranchería           |
| 130660025    | San Isidro            | 3                | 0.02           | Rural            | Ranchería           |
| 130660023    | La Loma               | 2                | 0.02           | Rural            | Ranchería           |

## Política

Palacio municipal de Tezontepec.

Se erigió como municipio el 8 de agosto de 1865. El Honorable Ayuntamiento está compuesto por: un presidente municipal, un síndico, nueve regidores, y nueve delegados municipales. De acuerdo al Instituto Nacional electoral (INE) el municipio está integrado por siete secciones electorales, de la 1556 a la 1562.
Para la elección de diputados federales a la Cámara de Diputados de México y diputados locales al Congreso de Hidalgo, se encuentra integrado al VII Distrito Electoral Federal de Hidalgo, y al XVI Distrito Electoral Local de Hidalgo. A nivel estatal administrativo pertenece a la Macrorregión I y a la Microrregión XVI, además de a la Región Operativa I Pachuca.

### Cronología de presidentes municipales
| Periodo                  | Nombre                             | Afiliación política        |
| ------------------------ | ---------------------------------- | -------------------------- |
| 1952-1955                | Arcadio Orozco Maldonado           | -                          |
| 1955-1958                | José García Meneses                | -                          |
| 1958-1961                | Lorenzo Castañeda                  | -                          |
| 1961-1964                | Raúl Valencia Meneses              | -                          |
| 1964-1967                | Enrique Ávila León                 | -                          |
| 1967-1970                | Rodolfo Valencia Meneses           | -                          |
| 1970-1973                | Felipe Elizalde Ruiz               | -                          |
| 1973-1976                | Isidoro Valencia Aguirre           | -                          |
| 1976-1979                | Carlos Enciso Lucio                | -                          |
| 1979-1982                | Carlos Orozco Gómez                | -                          |
| 1982-1985                | José Valdemar García               | -                          |
| 1985-1988                | Juan García Vera                   | -                          |
| 1988-1991                | Manuel Rodolfo Meneses Orozco      | -                          |
| 1991-1994                | José Valdemar García Sánchez       | -                          |
| 16/01/1994 al 15/01/1997 | Geraldo José González Cruz         | PRI                        |
| 16/01/1997 al 15/01/2000 | Fernando Lucio González            | PRD                        |
| 16/01/2000 al 15/01/2003 | Geraldo José González Cruz         | PRI                        |
| 16/01/2003 al 15/01/2006 | Pedro Jasso Delgadillo             | - PRI-PVEM                 |
| 16/01/2006 al 15/01/2009 | Guillermo Antonio Ávila Bautista   | PAN                        |
| 16/01/2009 al 15/01/2012 | Sylvia López González              | Mas x Hidalgo              |
| 16/01/2012 al 04/09/2016 | Amalia Valencia Lucio              | PANAL                      |
| 05/09/2016 al 04/09/2020 | Luis Castañeda Muñoz               | PANAL→ MORENA              |
| 05/09/2020 al 14/12/2020 | Miguel Moisés González Bautista    | Concejo Municipal Interino |
| 15/12/2020 al 18/02/2021 | Patricia Marcela González Valencia | PRI                        |
| 27/02/2021 al 15/09/2024 | Elsa Dolores Vázquez González      | PRI                        |
| 05/09/2024 al 04/09/2027 | Miguel Moisés González Bautista    | PT                         |

## Economía
En 2015 el municipio presenta un IDH de 0.745 Alto, por lo que ocupa el lugar 29.º a nivel estatal; y en 2005 presentó un PIB de $546,931,175.00 pesos mexicanos, y un PIB per cápita de $51,005.00 (precios corrientes de 2005).
De acuerdo con el Consejo Nacional de Evaluación de la Política de Desarrollo Social (Coneval), el municipio registra un Índice de Marginación Bajo. El 53.4% de la población se encuentra en pobreza moderada y 9.0% se encuentra en pobreza extrema. En 2015, el municipio ocupó el lugar 14 de 84 municipios en la escala estatal de rezago social.
A datos de 2015, en materia de agricultura sus principales cultivos maíz con una superficie sembrada de 380 hectáreas, cebada con 2,381 hectáreas y frijol con 134 hectáreas. En ganadería el municipio cuenta con actividad ganadera, se cría el ganado bovino de carne y leche, con 1374 cabezas, porcino con 1303 cabezas, ovino con 7764 cabezas y caprino con 1260 cabezas. En silvicultura el municipio cuenta con una vegetación semidesértica, únicamente cuenta con arbustos altos inermes y matorrales y su uso es agrícola y de agostadero.
Para 2015 se cuenta con 560 unidades económicas, que generaban empleos para 1548 personas. En lo que respecta al comercio, se cuenta con cuatro tianguis, dos tiendas Diconsa y tres lecheras Liconsa. De acuerdo con cifras al año 2015 presentadas en los censos económicos del INEGI, la Población Económicamente Activa (PEA) del municipio asciende a 4772 personas de las cuales 4655 se encuentran ocupadas y 117 se encuentran desocupadas. El 6.08%, pertenece al sector primario, el 26.75% pertenece al sector secundario, el 65.76% pertenece al sector terciario y 1.41% no especificaron.